# Sonorasaurus
Sonorasaurus là một chi khủng long, được Ratkevich mô tả khoa học năm 1998.